# Slanisko u Škrle
Slanisko u Škrle je přírodní památka na západním okraji Škrle u Bílenců v okrese Chomutov. Důvodem jeho ochrany je zachování význačné halofytní lokality s druhově bohatým výskytem slanobytných a xerotermních druhů a ochrana populací kriticky ohrožených druhů rostlin, ke kterým patří jitrocel přímořský.

## Historie

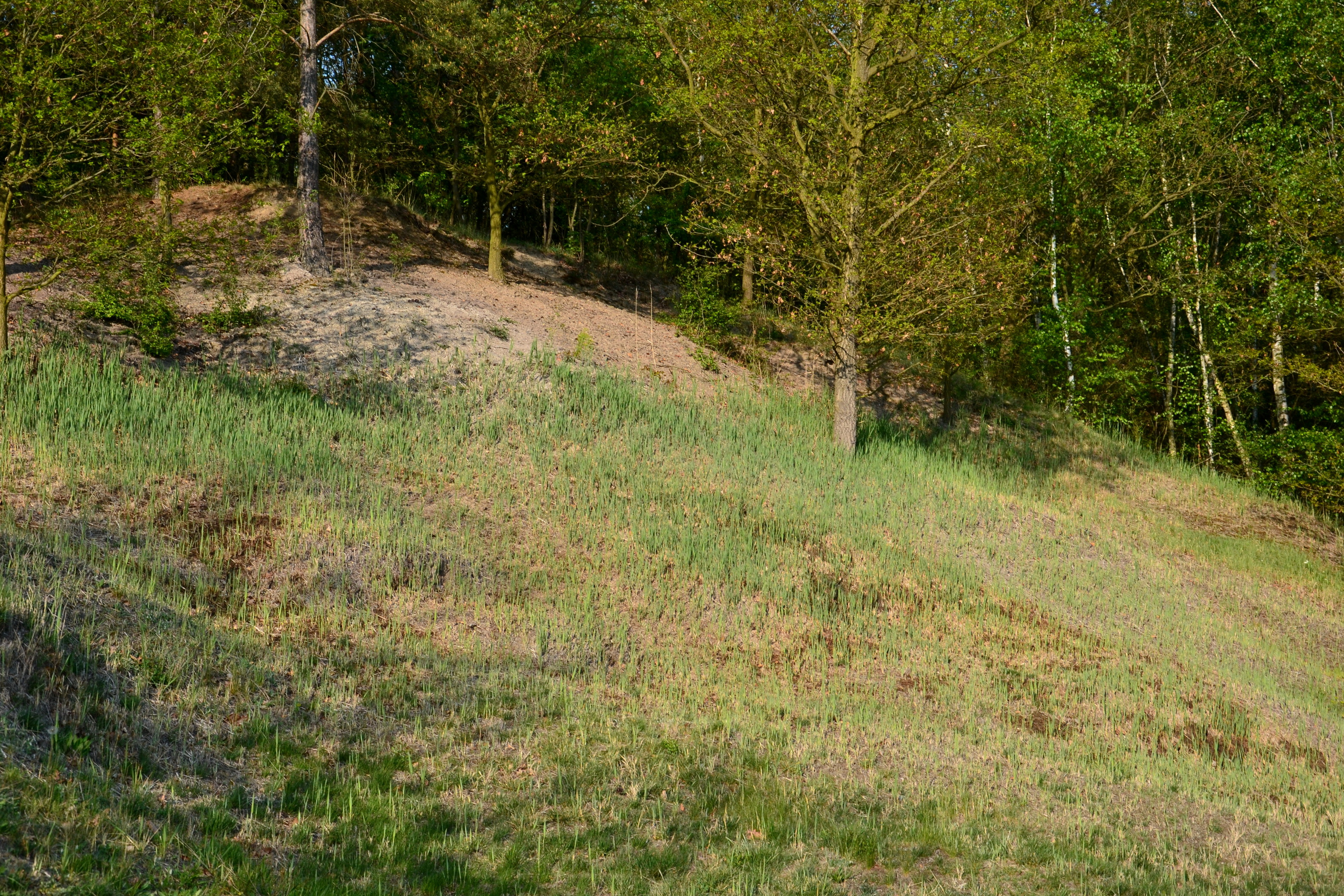
Detail svahu

Lokalita sloužila až do poloviny dvacátého století jako pastvina a příležitostně tak byla využívána až do sedmdesátých let. Už v té době byly některé části zalesněny borovicí lesní (Pinus sylvestris) a zarůstaly náletovými dřevinami. Zbylé plochy suchých úzkolistých trávníků začaly zarůstat vysokostébelnými travinami, z nichž dominuje třtina křovištní (Calamagrostis epigejos), ale jejich šíření bylo zpomaleno vysokým obsahem solí v půdě. Lužní louky podél toku Chomutovky zarostl rákos obecný (Phragmites australis), jehož výskyt se díky vyhlášení přírodní památky podařilo omezit v prostoru prameniště na východním okraji lokality. Opatření prováděná podle plánu péče také zabránila dalšímu šíření rákosu, třtiny a dřevin.
Chráněné území vyhlásil okresní úřad v Chomutově dne 28. května 2002. Přírodní památka je v Ústředním seznamu ochrany přírody evidována pod číslem 2173. Spravuje ji Krajský úřad Ústeckého kraje. Přírodní památka je součástí stejnojmenné evropsky významné lokality s celkovou rozlohou 9,96 hektaru, která byla poprvé vyhlášena 3. listopadu 2009. Nachází se uvnitř ochranného pásma, které k přírodní památce přiléhá na severovýchodní, východní a jihozápadní straně.

## Přírodní poměry

### Abiotické faktory
Chráněné území měří 3,41 hektarů a nachází se v nadmořské výšce 250–265 metrů. Geologické podloží tvoří písky, štěrky a jíly ze spodního až středního miocénu, které jsou překryté naplaveninami písčitých hlín v nivě Chomutovky. Z geomorfologického hlediska slanisko leží v Mostecké pánvi, v podcelku Chomutovsko-teplická pánev a okrsku Jirkovská pánev. Nachází se na mírném a k jihu ukloněném svahu údolí Chomutovky. Jediným půdním typem na lokalitě je smonice modální. Salinita půdy je způsobená sírany rozpuštěnými v podzemní vodě. Převládající solí je síran hořečnatý. V rámci Quittovy klasifikace podnebí se chráněné území nachází v teplé oblasti T2, pro kterou jsou typické průměrné teploty −2 až −3 °C v lednu a 18–19 °C v červenci. Roční úhrn srážek dosahuje 550–700 milimetrů.

### Flóra a fauna

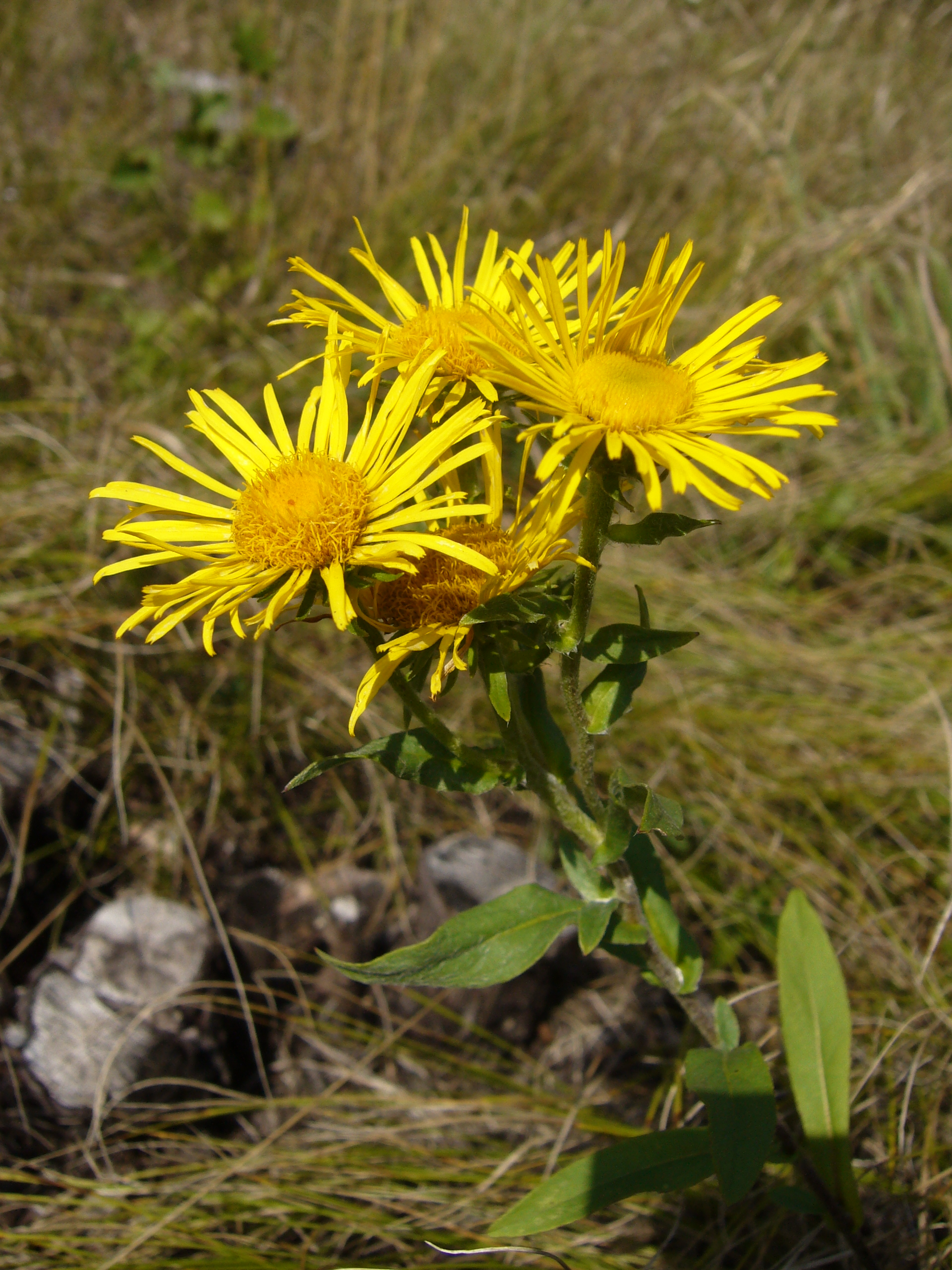
Oman britský

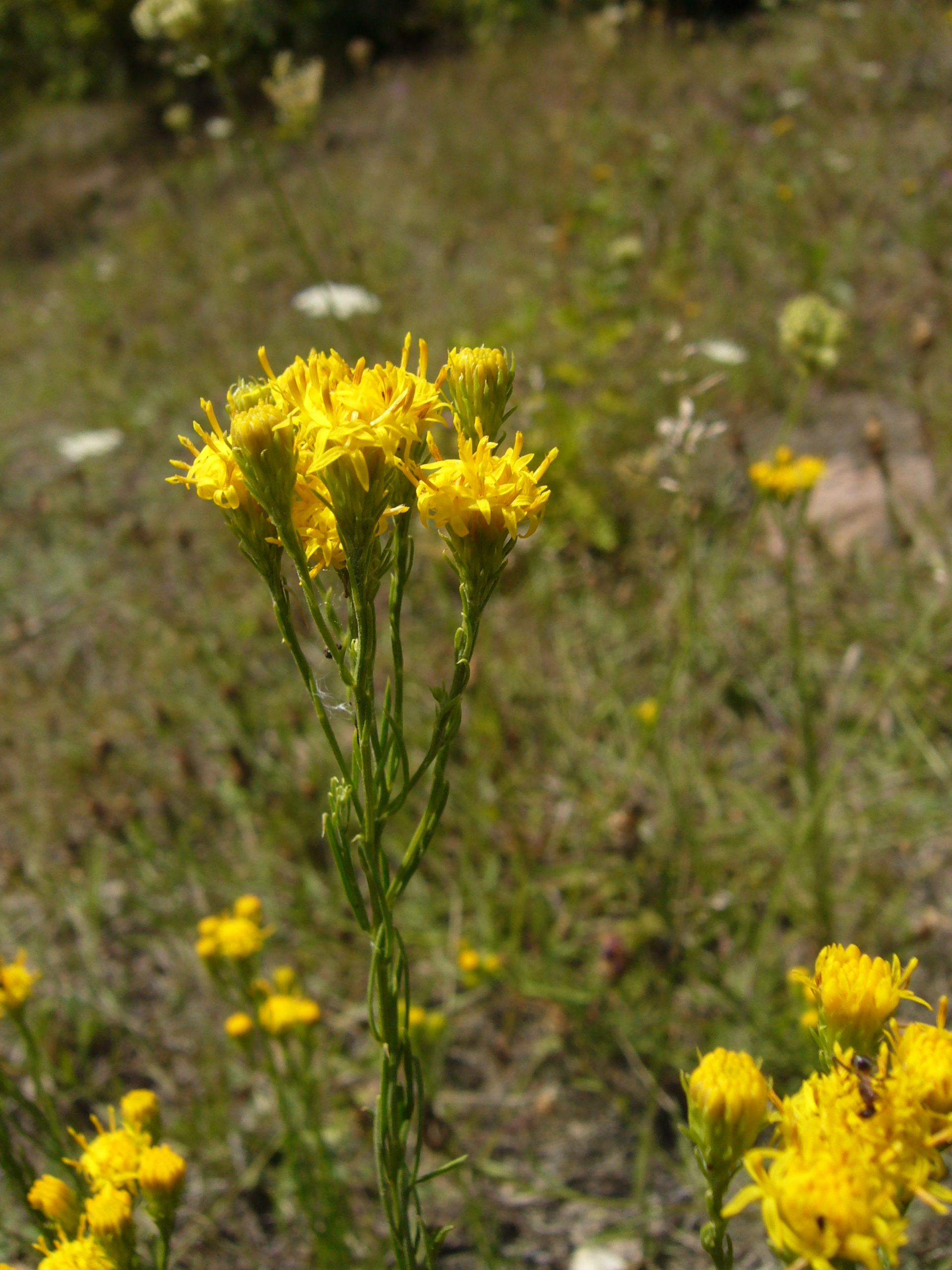
Hvězdnice zlatovlásek

Nejčastější slanomilnou rostlinou na lokalitě je jitrocel přímořský (Plantago maritima), ale vyskytují se také komonice zubatá (Melilotus dentatus), zeměžluč spanilá (Centaurium pulchellum), prorostlík nejtenčí (Bupleurum tenuissimum), kuřinka solná (Spergularia salina) a oman britský (Inula britannica). Ze suchomilných rostlin převládá hvězdnice zlatovlásek (Aster linosyris) a kozinec dánský (Astragalus danicus Retz). Na zaplavovaných loukách kromě rákosu rostou vzácný olešník kmínolistý (Selinum carvifolia), srpice barvířská (Serratula tinctoria), žluťucha lesklá (Thalictrum lucidum) a zdravínek jarní (Odontites vernus subsp. serotinus). Do chráněného území byla přestěhována populace jarvy žilnaté (Cnidium dubium) a ostřice černoklasé (Carex melanostachya).
Při revizi výskytu halofilních rostlin na Chomutovsku byl v roce 2018 ve Slanisku u Škrle potvrzen výskyt prorostlíku nejtenčího, ostřice černoklasé a jitrocelu přímořského brvitého. Ačkoliv nebyly nalezeny, je pravděpodobné, že v chráněném území mohou růst také sítina Gerardova (Juncus gerardii), sivěnka přímořská (Glaux maritima) a kuřinka solná (Spergularia salina).
Mezi význačnější živočichy na Slanisku u Škrle patří krutihlav obecný (Jynx torquilla), pěnice vlašská (Sylvia nisoria) a strnad luční (Emberiza calandra).